# Hämbach
Hämbach is een dorp in de Duitse gemeente Bad Salzungen in  Thüringen. De gemeente maakt deel uit van het Wartburgkreis. 

## Geschiedenis
Het dorp wordt voor het eerst genoemd als Wüstung in 1448.
In 1994 werd de tot dan zelfstandige gemeente gevoegd bij Tiefenort, die op 6 juli 2018 werd opgenomen in de gemeente Bad Salzungen.